# Östra kyrkogården, Västerås

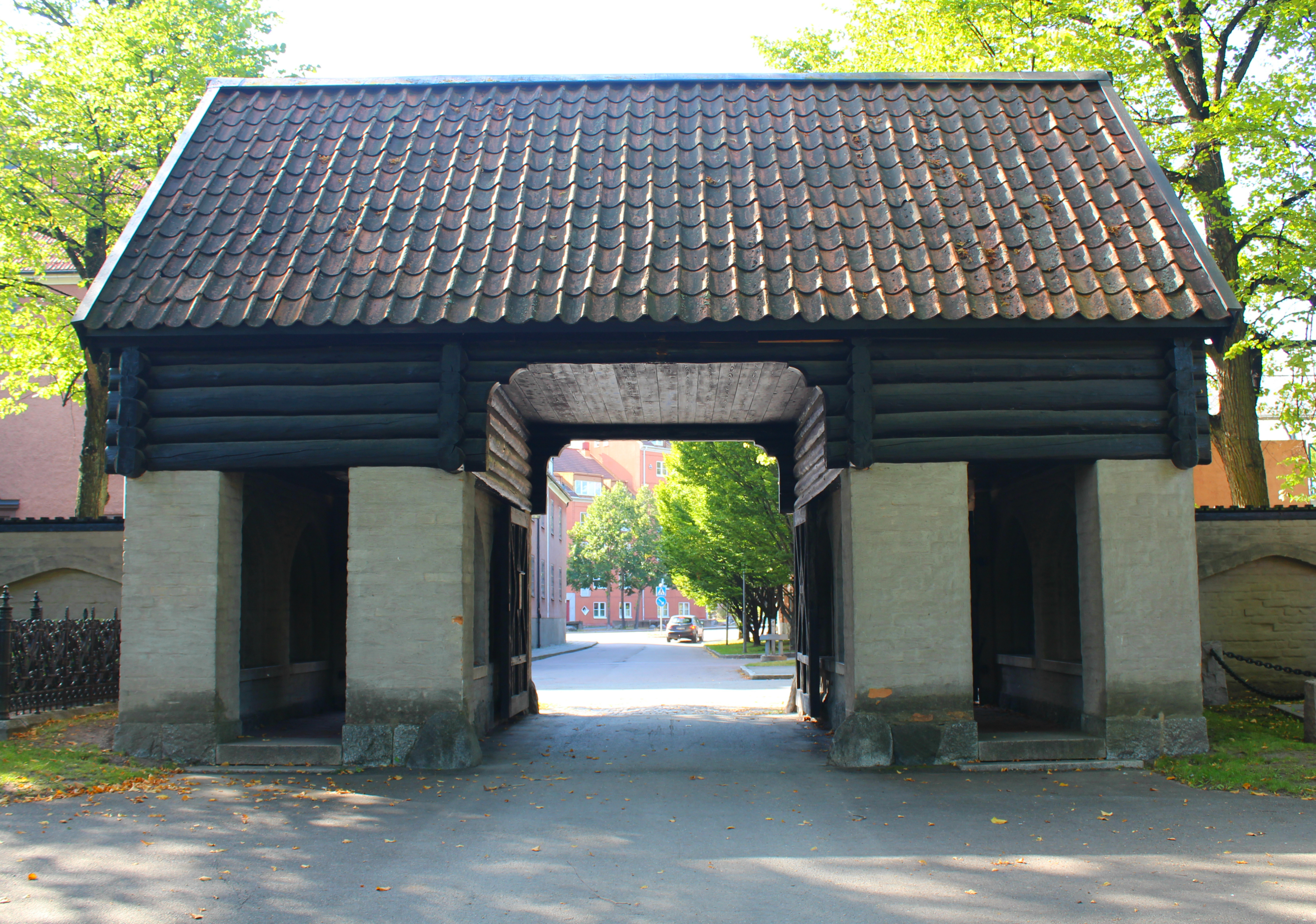
Huvudportalen till Östra kyrkogården, sedd inifrån.

Östra kyrkogården är en begravningsplats vid Östra Ringvägen i Västerås. På området finns ett kapell i bysantisk stil. 

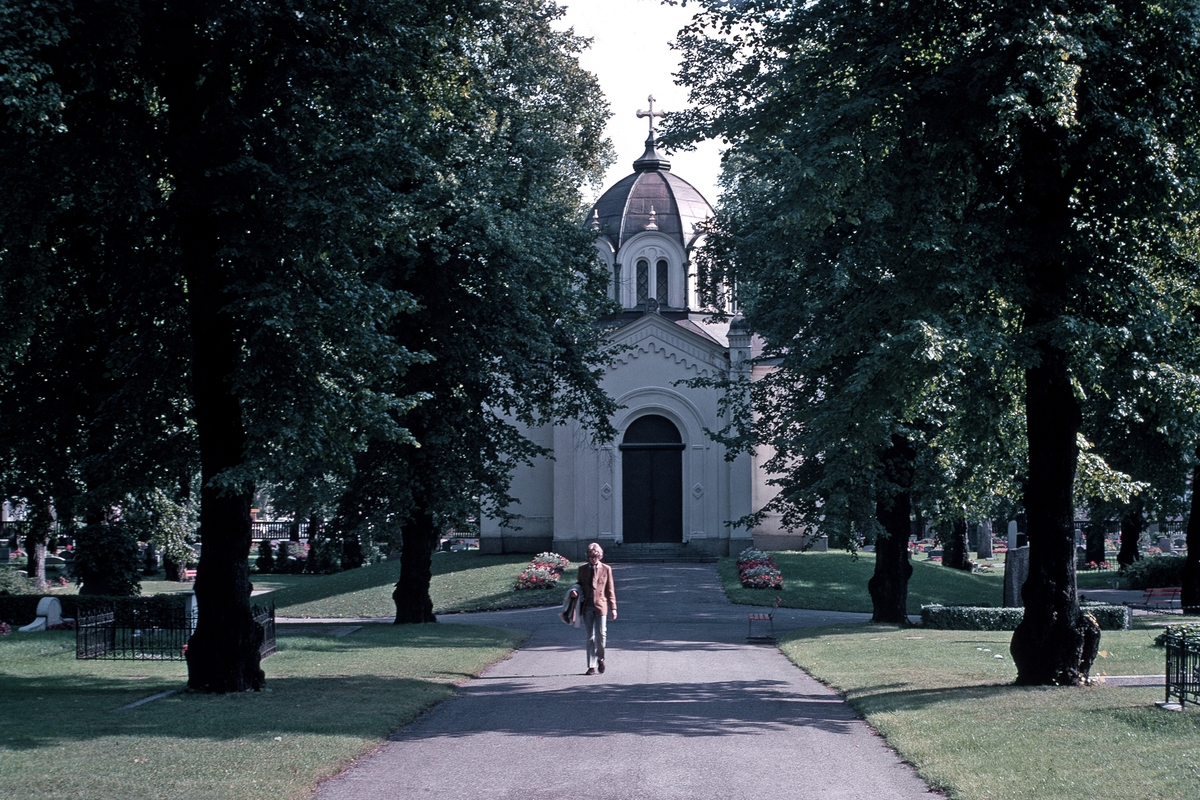
Kapellet i Östra kyrkogården sett från ingången.

Begravningsplatsen invigdes år 1875 i det som då var Västerås östra utkanter. Området omgavs till en  början av en granhäck, men år 1913 byggdes den nuvarande muren.
Här finns bland annat ett minnesmärke över de omkomna i Estoniakatastrofen 1994 med band till Västerås. 

## Kända personer begravda på Östra kyrkogården
- Erik Hahr (1869-1944) stadsarkitekt
- Nils Lövgren (1852-1920) biskop
- Nanna Svartz (1890-1986) läkare, Sveriges första kvinnliga professor
- Magnus Adlercreutz (1868-1923) militär, överste för Västmanlands regemente
- Erik Adolf Hygrell (1877-1962) försäkringsdirektör
- Axel Robert Lundblad (1862-1928) politiker